# Épithélium malpighien
 (juin 2008).
Sa qualité peut être largement améliorée en utilisant un vocabulaire plus directement compréhensible.

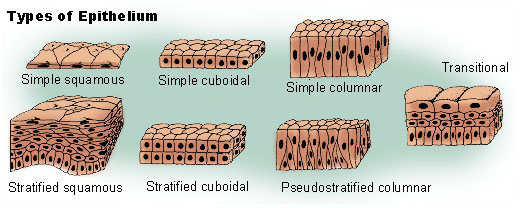
Types d'épithélium.

Un épithélium malpighien est un épithélium pavimenteux stratifié.
On peut diviser ces tissus en deux types, selon qu'ils sont kératinisés ou non.

## Types

### Épithélium malpighien kératinisé
Chez l’Homme, il est uniquement rencontré au niveau de l'épiderme.
Il comporte, de façon caractéristique, plusieurs assises (ou couches) cellulaires :
- la couche basale, faite d'une assise de cellules cubiques dotées d'un noyau sphérique avec des mitoses assurant le renouvellement tissulaire ;
- la couche des cellules à épines, faite de plusieurs assises de cellules polygonales (géométriques, à l'aspect plus ou moins rectangulaire) qui semblent réunies en microscopie optique par des ponts intercellulaires (épines). Cet aspect correspond en fait en microscopie électronique à la présence de nombreux desmosomes ou nodules de Bizzozero. Certaines cellules sont en division mitotique ;
- la couche granuleuse dont les cellules deviennent aplaties « en navette » et contiennent de volumineuses granulations (accumulations de produits destinés à la sécrétion ou aux synthèses cellulaires) fortement colorables. Ces granulations correspondent à l'accumulation d'éléidine et de kératohyaline, précurseurs de la kératine molle de la peau (par opposition à la kératine dure des annexes cutanées) ;
- la couche intermédiaire: 1 à 2 assises de cellules allongées aux noyaux visibles mais densifiés
- la couche claire: cellules qui tendent à disparaitre et ont de la kératine
- la couche cornée, constituée de plusieurs assises de cellules aplaties chargées de kératine molle. Ces cellules sont mortes, et leurs noyaux disparaissent par pycnose. Elles s'éliminent en surface par desquamation. Il est possible de décrire deux zones dans la couche cornée : couche compacte et couche desquamante.

L'épiderme joue un rôle essentiel de protection de l'organisme. La couche basale et la couche des cellules à épines sont le siège de divisions mitotiques et ont une valeur germinative. Elles sont souvent appelées « corps muqueux de Malpighi » (bien que certains auteurs réservent ce nom à l'ensemble des trois couches profondes de l'épiderme).

### Épithélium malpighien non kératinisé
Chez l'être humain, il est notamment rencontré au niveau de l'œsophage, de la cavité buccale, de la cavité vaginale (organes génitaux externes en général), et du canal anal. L'épithélium de la cornée est quant à lui pavimenteux simple mais pas malpighien car il ne comporte pas de papilles.
Il comporte :
- une couche basale de cellules cubiques, avec des mitoses ;
- une couche para-basale de cellules polyédriques (plus ou moins hexagonales) ;
- une couche intermédiaire de cellules qui tendent à s'aplatir ;
- une couche superficielle de cellules aplaties (pavimenteuses) dont les noyaux deviennent pycnotiques mais persistent clairement dans toutes les cellules jusqu'à la surface de l'épithélium.

Ces épithéliums malpighiens non kératinisés se caractérisent ainsi par l'absence de kératinisation, ainsi que par une charge en glycogène des cellules superficielles.

## Pathologie
Les épithéliums malpighiens peuvent donner naissance au carcinome épidermoïde, in situ ou invasif.